# Qeertartivatsiaq
Qeertartivatsiaq är en ö i Grönland (Kungariket Danmark).   Den ligger i kommunen Sermersooq, i den södra delen av Grönland, 600 km öster om huvudstaden Nuuk. Arean är 28,9 kvadratkilometer.
Terrängen på Qeertartivatsiaq är lite kuperad. Öns högsta punkt är 414 meter över havet. Den sträcker sig 9,5 kilometer i nord-sydlig riktning, och 6,6 kilometer i öst-västlig riktning.  Trakten runt Qeertartivatsiaq består i huvudsak av gräsmarker.